# Simson Bubbel

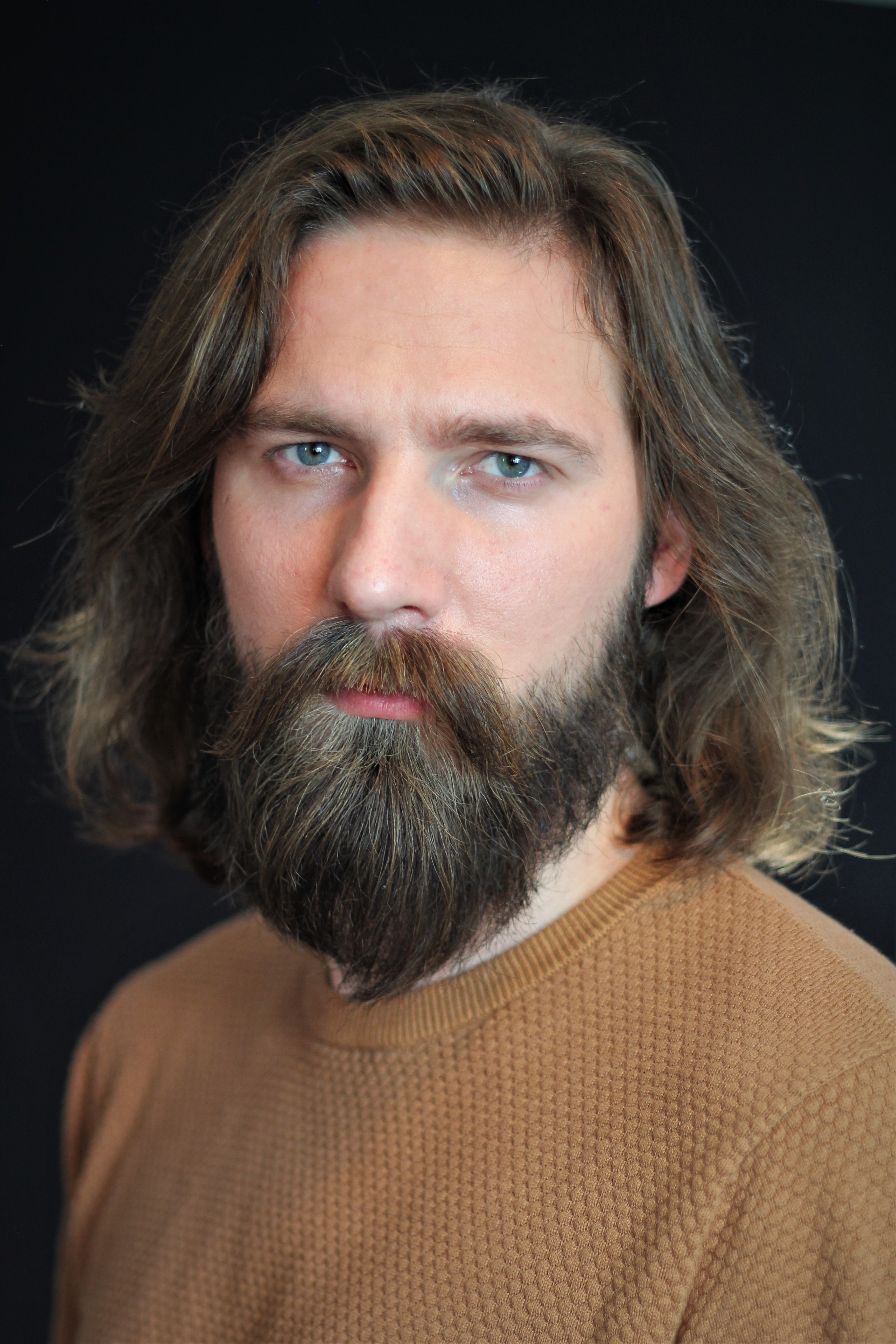
Simson Bubbel (2019)

Simson Bubbel (* 6. April 1986 in Berlin) ist ein deutscher Schauspieler.

## Leben und Karriere
Bubbel wuchs in Berlin auf und sammelte schon im Kindesalter erste Erfahrungen vor der Kamera. Durch seinen Stiefvater, der als Aufnahmeleiter bei dem ostdeutschen Filmunternehmen DEFA arbeitete, entdeckte er die Liebe zum Film und zur Schauspielerei.
Während seines Studiums und auch nach erfolgreichem Abschluss im Jahr 2012 wirkte Bubbel in diversen Studentenproduktionen mit und sammelte dort Erfahrungen, sowohl vor als auch hinter der Kamera. Danach folgten kleinere und größere Rollen in TV- und Independent-Filmen, wie z. B. in dem dystopischen Thriller Immigration Game von Krystof Zlatnik. Weitere, teils internationale, Kinofilmproduktionen folgten, u. a. das russische Weltkriegsdrama 321-ya Sibirskaya von Solbon Lygdenov und Anton, ein Film über die Oktoberrevolution von dem für den Oscar-nominierten Regisseur Zaza Urushadze.
Zuletzt war Bubbel in Til Schweigers "Best Buddy"-Komödie Hot Dog unter der Regie von Torsten Künstler zu sehen.

## Filmografie (Auswahl)
- 2015: Unverschämtes Glück, ARD, (TV-Film)
- 2015: Terra X – Von Francis Drake zu den Arabischen Korsaren (Doku-Reihe), ZDF, (TV-Doku)
- 2015: Ostzone, (Spielfilm)
- 2016: Timebreakers – Auf der Suche nach dem geheimnisvollen Heidekristall, (Kino)
- 2016: 321st Siberian, (Kino)
- 2017: Immigration Game, (Kino)
- 2017: Anton, (Kino)
- 2018: Hot Dog, (Kino)